# Thalia con banda Grandes Exitos
Con Banda: Grandes Exitos е компилационен албум на Талия от август 2001 година. По времето, когато този албум е издаден, сингли като Arrasando, Reencarnacion и It's My Party от предния ѝ албум още се радват на голям успех.
Албумът съдържа 10 песни на Талия, записани в типичното звучене на мексикански оркестър плюс две нови песни, отново в „банда“ стил La Revancha и Cuco Pena, както и два бонус ремикса на Piel Morena и Amor a la Mexicana. Единственият клип за този албум е Amor a la Mexicana и в крайна сметка клипа се радва на по-голям успех от сингъла. Наред с други номинации, албумът е номиниран и за латино Грами в категория „Най-добър „банда“ албум“ през 2002 г.

## Песни
1. Amor a la Mexicana
2. Piel Morena
3. Rosalinda
4. Quiero Hacerte el Amor
5. Arrasando
6. Cuco Pena
7. Por Amor
8. Entre el Mar y una Estrella
9. Maria la del Barrio
10. Noches sin Luna
11. La Revancha
12. Gracias a Dios
13. Amor a la Mexicana [Emilio Mix]
14. Piel Morena [Emilio Mix]

## Сингли
- Amor A La Mexicana Banda
- Cuco Pena